# The Silent Command (film 1923)
The Silent Command è un film muto del 1923 diretto da J. Gordon Edwards. Fu il primo film girato negli Stati Uniti da Bela Lugosi, qui nel ruolo di un sabotatore straniero che deve distruggere il Canale di Panama. La pellicola, un film di propaganda, venne prodotta in collaborazione con la Marina per sostenere il progetto di una flotta più grande.

## Produzione
Il film fu prodotto dalla Fox Film Corporation in collaborazione con la Marina Militare degli Stati Uniti.

## Distribuzione
Il copyright del film, richiesto dalla Fox Film Corp., fu registrato il 20 agosto 1923 con il numero LP19411.
Distribuito dalla Fox Film Corporation e presentato da William Fox, il film uscì nelle sale cinematografiche USA il 19 agosto 1923.
Nell'aprile 2005, la Grapevine Video lo ha distribuito in DVD in una versione di 79 minuti.